# Селехово (Тверская область)
Селехово — деревня в Пеновском районе Тверской области.

## География
Находится в западной части Тверской области на расстоянии приблизительно 31 км на юг-юго-восток по прямой от районного центра поселка Пено.

## История
Деревня была показана на карте Менде (состояние местности на 1848 год). В 1859 году здесь было учтено 2 двора, в 1939 — 29. До 2020 года входила в Охватское сельское поселение Пеновского района до их упразднения.

## Население
Численность населения: 19 человек (1859 год), 2 (русские 100 %) 2002 году, 0 в 2010.